# کونیگشتاین (بایرن)
کونیگشتاین (به آلمانی: Königstein) یک شهر در آلمان است که در امبرگ-سولزباخ واقع شده‌است. کونیگشتاین ۱٬۸۰۹ نفر جمعیت دارد.

## خواهرخوانده
شهرهای کونیگ‌اشتاین ایم تاونوس و کونیگشتاین (زکسیشه شوایتس) خواهرخوانده‌های کونیگشتاین (بایرن) هستند.